# Народное сообщество
«Народное сообщество» («Объединение эскимосов», «Инуит Атакватигиит», гренл. Inuit Ataqatigiit) — лево-социалистическая политическая партия в Гренландии. Созданная в 1970-е годы для выражения интересов молодых радикалов. Партия выступает за расширение автономии Гренландии вплоть до предоставления ей независимости от Дании. Партия находится на крайнем левом фланге политики Дании и принимает активное участие в международном сотрудничестве инуитов.

## История
На своих первых выборах в парламент Гренландии (Лангетинг) в 1978 году набрала 4,4 % голосов и не прошла. Приняла участие в кампании за выход Гренландии из Европейского экономического сообщества, победившей на референдуме 1982 года. Накануне выборов 1983 года в состав «Народного сообщества» влилась Партия труда, созданная в 1979 году как политическое крыло крупного профсоюзного центра и отошедшая от поддержки социал-демократической партии «Вперёд» («Сиумут»).
Партия, представленная в местном парламенте начиная с 1983 года, стабильно наращивала свои показатели и на парламентских выборах 2002 года впервые стала второй силой после партии «Вперёд», получив 8 мест из 31, а в 2005 — 7 мест и 22,5 % голосов. В результате выборов 2005 года было сформировано левоцентристское правительство партий «Вперёд» и «Демократы», куда вошли и представители «Народного сообщества». Однако в апреле 2007 года «Народное сообщество» покинуло коалицию из-за разногласий касательно квот на вылов криля и рыбы — партия требовала ограничений в этой ключевой отрасли хозяйства Гренландии на уровне воспроизведения биологической стабильности. В 2008 году новым лидером партии вместо Йонатана Мотсфельдта становится Куупик Клейст.
На парламентских выборах 2009 года «Народное сообщество» впервые получило 14 мест из 31 и 43,8 % голосов, став крупнейшей партией в Лангетинге, и сформировало новое правительство во главе с Клейстом в коалиции с партией «Демократы», отстранив «Вперёд» Ханса Эноксена. Во время нахождения партии при власти от «Народного сообщества» откололась Инуитская партия (Народная партия) экосоциалистического толка, получившая 2 места в парламенте и представителя в правительстве автономии.
Однако соглашения правительства Клейста с китайской стороной, предполагавшие ввоз рабочих из-за рубежа, вызвали критику со стороны оппозиции. Сама правящая партия заняла на выборах 2013 года лишь второе место, уступив партии «Вперёд». Поскольку и на следующих выборах 2014 года партия не сумела улучшить свой показатель в 11 из 31 депутатов, Клейста в качестве лидера партии сменила Сара Ольсвиг. В октябре 2016 года «Вперёд» решила сменить партнёров по правящей коалиции, и партия «Народное сообщество» вновь вошла в правительство. В 2021 году «Народное сообщество» получило большинство голосов избирателей на выборах и стало крупнейшей партией в гренландском парламенте.
Кроме этого, по итогам выборов 2001, 2005, 2007, 2011 и 2015 годов, партия имеет одного из двух представителей Гренландии в датском парламенте (впервые её представитель — Куупик Клейст — прошёл в него в 2001 году). «Народное сообщество» представлено в 17 из 18 муниципалитетов, а также в 21 сельских советах.